# Peyton Watson
Peyton Tyler Watson (Beverly Hills, 11 de setembro de 2002) é um jogador norte-americano de basquete profissional que atualmente joga no Denver Nuggets da National Basketball Association (NBA).
Ele jogou uma temporada de basquete universitário pelo UCLA Bruins e foi selecionado pela 30ª escolha geral no draft da NBA de 2022.

## Carreira no ensino médio
Watson estudou na Long Beach Polytechnic High School em Long Beach, Califórnia, juntando-se ao time do colégio como calouro. Depois de ser reserva no início de sua carreira, ele assumiu um papel de liderança em sua terceira temporada. Ele teve médias de 23,2 pontos e oito rebotes, ganhando o prêmio de MVP da Moore League.

### Recrutamento
Watson foi um recruta consensual de cinco estrelas, um dos melhores Ala e o jogador com melhor classificação da Califórnia na classe de recrutamento de 2021. Em 27 de julho de 2020, ele se comprometeu a jogar basquete universitário pela UCLA e rejeitando as ofertas do Arizona, Gonzaga, Michigan, Oregon e Washington. Ele foi franco com a equipe técnica dos Bruins que pretendia ser um jogador completo, partindo para a NBA após um ano na faculdade.
| Nome | Cidade natal                                         | Escola               | Altura             | Peso           | Data                |
| --- | ---------------------------------------------------- | -------------------- | ------------------ | -------------- | ------------------- |
| Peyton Watson SF | Long Beach, CA                                       | Long Beach Poly (CA) | 6 ft 7 in (2.01 m) | 180 lb (82 kg) | 27 de julho de 2020 |
| Peyton Watson SF | Ratings: Rivals: 247Sports: ESPN: ESPN grade: 94/100 |                      |                    |                |                     |
| Rankings: Rivals: 12º \| 247Sports: 8º \| ESPN: 12º |                                                      |                      |                    |                |                     |
| - Nota: Em muitos casos, Scout, Rivals, 247Sports e ESPN podem entrar em conflito em suas listas de altura e peso, nestes casos, a média foi obtida. As notas da ESPN estão em uma escala de 100 pontos. - Fonte: |                                                      |                      |                    |                |                     |

## Carreira universitária
Como calouro em UCLA, Watson chegou fora de forma, principalmente devido à interrupção de sua temporada do último ano do ensino médio pela pandemia de COVID-19. Ele se juntou a um grupo experiente da UCLA que um ano antes havia avançado para a Final Four do Torneio da NCAA. Todos os cinco titulares voltaram e ele não recebeu garantias sobre seu tempo de jogo. Ele teve médias de 3,3 pontos e 2,9 rebotes em 12,6 minutos, acertando apenas 32,2% de seus arremessos. Seu tempo de jogo era esporádico e ele registrou 10 minutos ou mais em apenas dois dos últimos sete jogos da temporada. Após a temporada, Watson se declarou para o draft da NBA de 2022, abrindo mão de sua elegibilidade universitária restante.

## Carreira profissional
Watson foi selecionado pelo Oklahoma City Thunder como a 30ª escolha geral no draft da NBA de 2022. No mesmo dia, ele foi negociado, junto com duas futuras escolhas de segunda rodada, com o Denver Nuggets em troca de JaMychal Green e uma escolha de primeira rodada em 2027. Possuindo uma grande envergadura, Watson foi projetado como um prospecto de longo prazo e esperava-se que passasse algum tempo desenvolvendo com o Grand Rapids Gold da G-League. Watson encerrou sua temporada de estreia como campeão da NBA quando os Nuggets derrotaram o Miami Heat nas finais da NBA.

## Carreira na Seleção
Watson representou os Estados Unidos na Copa do Mundo Sub-19 de 2021 na Letónia. Ele teve médias de quatro pontos, 3,4 rebotes e 2,7 assistências, ajudando seu time a conquistar a medalha de ouro.

## Estatísticas da carreira

### NBA

#### Temporada regular
| Ano      | Equipe   | PJ  | PT | MPJ  | AP   | 3P   | LL   | RT  | AS  | BR | TO  | PPJ |
| -------- | -------- | --- | -- | ---- | ---- | ---- | ---- | --- | --- | -- | --- | --- |
| 2022–23  | Denver   | 23  | 2  | 8.1  | .492 | .429 | .550 | 1.6 | .5  | .1 | .5  | 3.3 |
| 2023–24  | Denver   | 80  | 4  | 18.6 | .465 | .296 | .670 | 3.2 | 1.1 | .5 | 1.1 | 6.7 |
| Carreira | Carreira | 103 | 6  | 13.3 | .478 | .362 | .610 | 2.4 | .8  | .3 | .8  | 5.0 |

#### Playoffs
| Ano      | Equipe   | PJ | PT | MPJ | AP   | 3P   | LL   | RT  | AS | BR | TO | PPJ |
| -------- | -------- | -- | -- | --- | ---- | ---- | ---- | --- | -- | -- | -- | --- |
| 2023     | Denver   | 5  | 0  | 2.7 | .400 | .500 | —    | .8  | .2 | .0 | .2 | 1.0 |
| 2024     | Denver   | 10 | 0  | 9.0 | .250 | .250 | .500 | 1.5 | .4 | .0 | .6 | 1.8 |
| Carreira | Carreira | 15 | 0  | 5.8 | .325 | .375 | .500 | 1.1 | .3 | .0 | .4 | 1.4 |

### Universitário
| Ano     | Equipe | PJ | PT | MPJ  | AP   | 3P   | LL   | RT  | AS | BR | TO | PPJ |
| ------- | ------ | -- | -- | ---- | ---- | ---- | ---- | --- | -- | -- | -- | --- |
| 2021–22 | UCLA   | 32 | 0  | 12.7 | .322 | .226 | .688 | 2.9 | .8 | .6 | .6 | 3.3 |

Fonte:

## Prêmios e Homenagens
NBA
- Campeão da NBA: 2023

## Vida pessoal
O pai de Watson, Julio, é representante de dispositivos médicos e sua mãe é planejadora de eventos. Ele tem um irmão mais novo, Christian, que joga basquete na Long Beach Polytechnic High School, e uma irmã mais nova, Jolie Grace.